# Xã Winfield, Quận Butler, Pennsylvania
Xã Winfield (tiếng Anh: Winfield Township) là một xã thuộc quận Butler, tiểu bang Pennsylvania, Hoa Kỳ. Năm 2010, dân số của xã này là 3.535 người.